# Parafia św. Jana Kantego w Buffalo
Parafia św. Jana Kantego w Buffalo (ang. St. John Kanty Parish) – parafia rzymskokatolicka położona w południowo-wschodniej części Buffalo, w stanie Nowy Jork, Stany Zjednoczone.
Jest ona wieloetniczną parafią w diecezji Buffalo, z mszą św. w j. polskim dla polskich imigrantów.
Ustanowiona w 1892 roku i dedykowana św. Janowi Kantemu.
W związku z odejściem na emeryturę proboszcza parafii św. Jana Kantego, ks. Antoniego Lutostańskiego, decyzją biskupa diecezji Buffalo, z dniem 1 grudnia 2009, proboszczem tej parafii został proboszcz z parafii św. Stanisława. W 2009 roku w parafii było około 475 rodzin.

## Szkoły
- St. John Kanty School